# NS-Baureihe DDZ
Die DDZ oder Dubbeldekker Zonering sind aus vier oder sechs Wagen bestehende Doppelstockzüge der niederländischen Eisenbahnunternehmens Nederlandse Spoorwegen (NS). Sie werden aus einem sechsachsigen Triebwagen des Typs mDDM und bereits zuvor gelieferten Doppelstockwagen der Serien DDM-2 und DDM-3 gebildet. Nach ihrer Auslieferung 1996 wurden die Züge zunächst mit der Bezeichnung Dubbeldeks-AggloRegiomaterieel (DD-AR) als Stoptrein im Regional- und Vorortverkehr eingesetzt. Ab 2010 wurden die Züge unter dem Namen Nieuwe Intercity Dubbeldekker (NID) für den Intercity-Verkehr umfassend modernisiert. Der Innenraum wurde dabei für unterschiedliche Zielgruppen in separate Bereiche gegliedert, etwa in Ruhezonen für Einzelreisende oder Sitzbankbereiche für Gruppen (sogenanntes Zonering).

## Doppelstockwagen DDM-2/3
Nach den positiven Erfahrungen mit den älteren Doppelstockwagen des Typs DDM-1 (Dubbeldeksmaterieel-1) entschieden sich die NS für die Beschaffung weiterer Wagen. Von 1991 bis 1994 lieferte Talbot in Aachen insgesamt 258 Mittel- und Steuerwagen der Serien DDM-2 und DDM-3. Die auch als DD-AR (Dubbeldeks-AggloRegiomaterieel) bezeichneten Doppelstockzüge kamen als Stoptrein im Regionalverkehr der Ballungsräume zum Einsatz. Sie wurden im Wendezugbetrieb vor allem von Elektrolokomotiven der Baureihe 1700 bespannt, später auch von den Triebwagen mDDM. Alle Wagen verfügen über Hocheinstiege über den Drehgestellen.

## Triebwagen mDDM
Für die Beförderung kurzer Wendezüge mit nur drei Wagen im Stoptrein-Betrieb mit geringen Haltabständen fertigten De Dietrich mit ADtranz (Elektrische Ausrüstung) und SIG (Drehgestelle) die sechsachsigen Triebwagen des Typs mDDM. Die Triebwagen weisen die gleiche Frontgestaltung und Türaufteilung wie die Doppelstock-Steuerwagen auf, sind mit rund 21 Metern aber kürzer. Im Unterdeck befindet sich die elektrische Ausrüstung, während im Oberdeck 16 Sitze in der ersten Klasse und 32 Sitze in der zweiten Klasse eingebaut wurden. Der Wagenkasten ruht auf drei zweiachsigen Drehgestellen. Jede Achse wird durch einen Asynchronmotor mit 330 kW Leistung angetrieben, die Höchstgeschwindigkeit der Triebwagen beträgt 140 km/h.

## Modernisierung zu NID

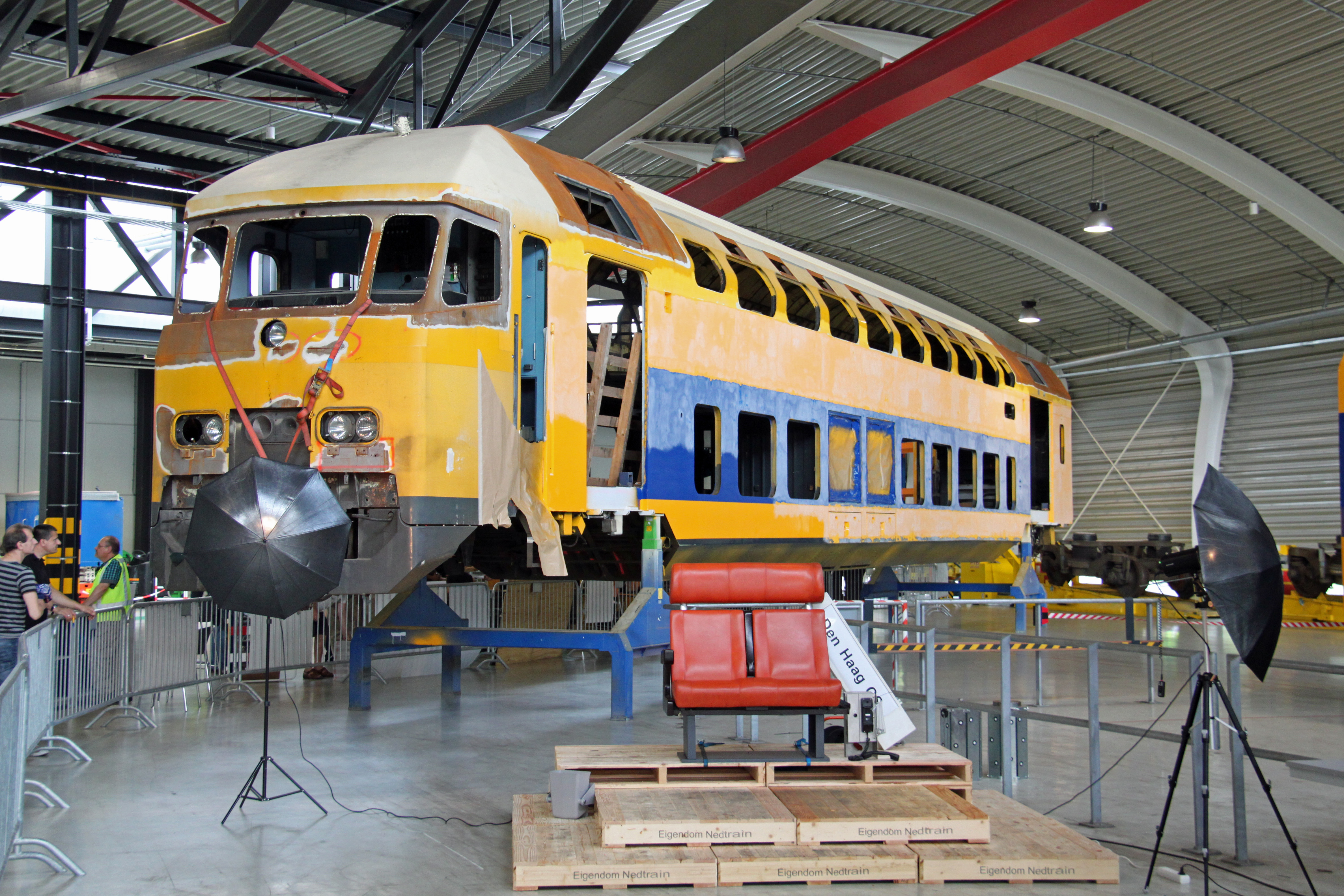
Modernisierung für den Intercityverkehr

Nach zwanzig Jahren Betrieb wurden die Doppelstockzüge von 2010 bis 2014 bei NedTrain in Haarlem umfassend modernisiert. Ziele des Programms waren neben einer Lebensdauerverlängerung Komfortverbesserungen für den Einsatz als Intercity und die Umsetzung des Zonering-Konzeptes. Dabei werden konkurrierende Nutzungsansprüche voneinander getrennt. So befinden sich im Oberdeck einzelne Ruhebereiche für Einzelreisende, weshalb die Sitze in Reihe angeordnet wurden. Im Unterdeck befinden sich dagegen mehr Sitzgruppen vis-à-vis und in der Nähe eines Eingangs eine L-förmige Sitzbänke für Gruppen. Zudem wurden neue Klimaanlagen, Fenster und Toiletten eingebaut, die Beleuchtung auf LEDs umgestellt und Steckdosen in der ersten Klasse sowie WLAN eingeführt. Die Gesamtkosten beliefen sich auf 235 Millionen Euro.
Nach Abschluss des Programms wurden 30 Vierwagen- und 20 Sechswagenzüge gebildet. Diese Züge werden im Betrieb nicht getrennt, während die Doppelstockwagen vor der Modernisierung zum Teil getauscht wurden.

## Betrieb und Ersatz
Der Vierwagenzug mit der Nummer 7524 wurde 2020 ausgemustert, da sein Triebwagen keine Neuverkabelung erhielt. Mit den beiden Mittelwagen wurde ein Vierteiler zum Sechsteiler verlängert. Aufgrund von übermäßigem Verschleiß an den Radsätzen mussten im Jahr 2021 vorübergehend alle DDZ außer Betrieb gehen.
Ab 2028 sollen die DDZ durch 60 neue Doppelstocktriebzüge von CAF ersetzt werden.

## Galerie

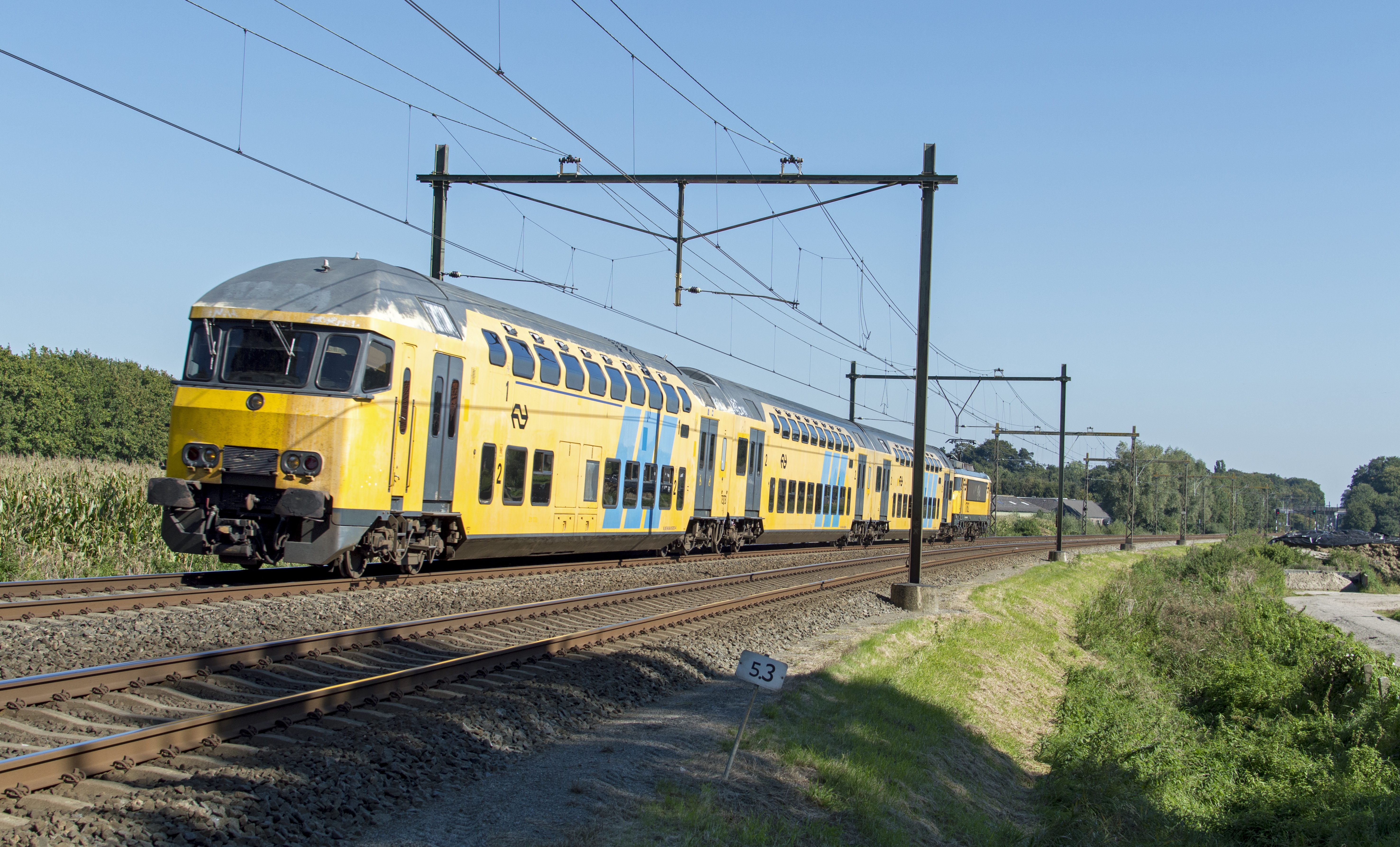
DD-AR-Wagen im Wendezugbetrieb
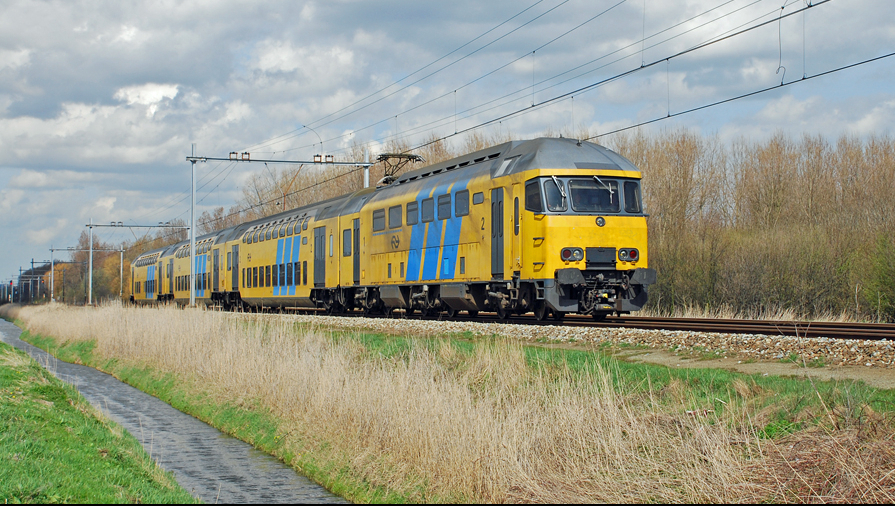
DD-AR-Wagen mit Triebwagen mDDM
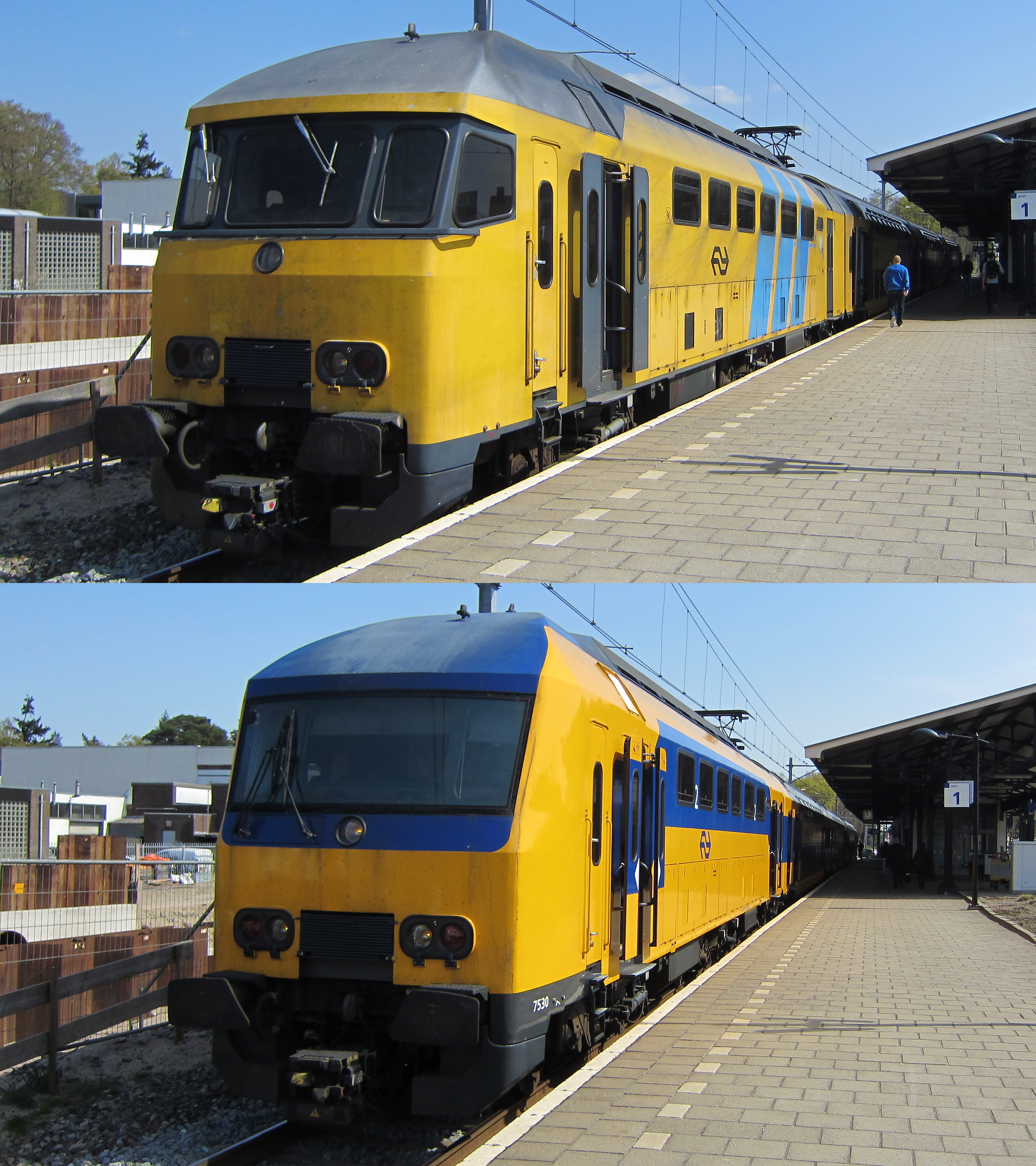
Vergleich von Triebwagen mDDM vor und nach der Modernisierung
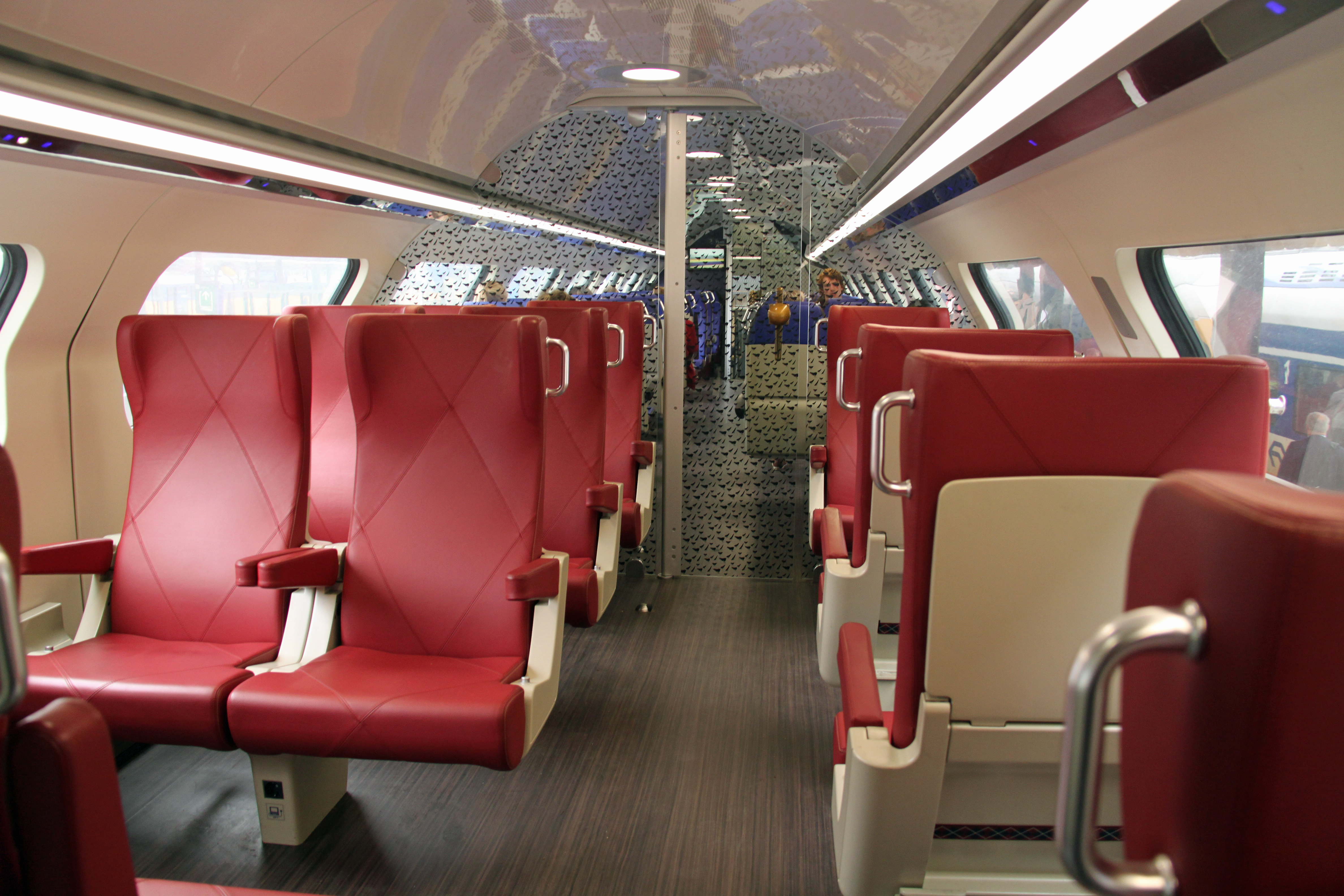
1. Klasse im Oberdeck des DDZ
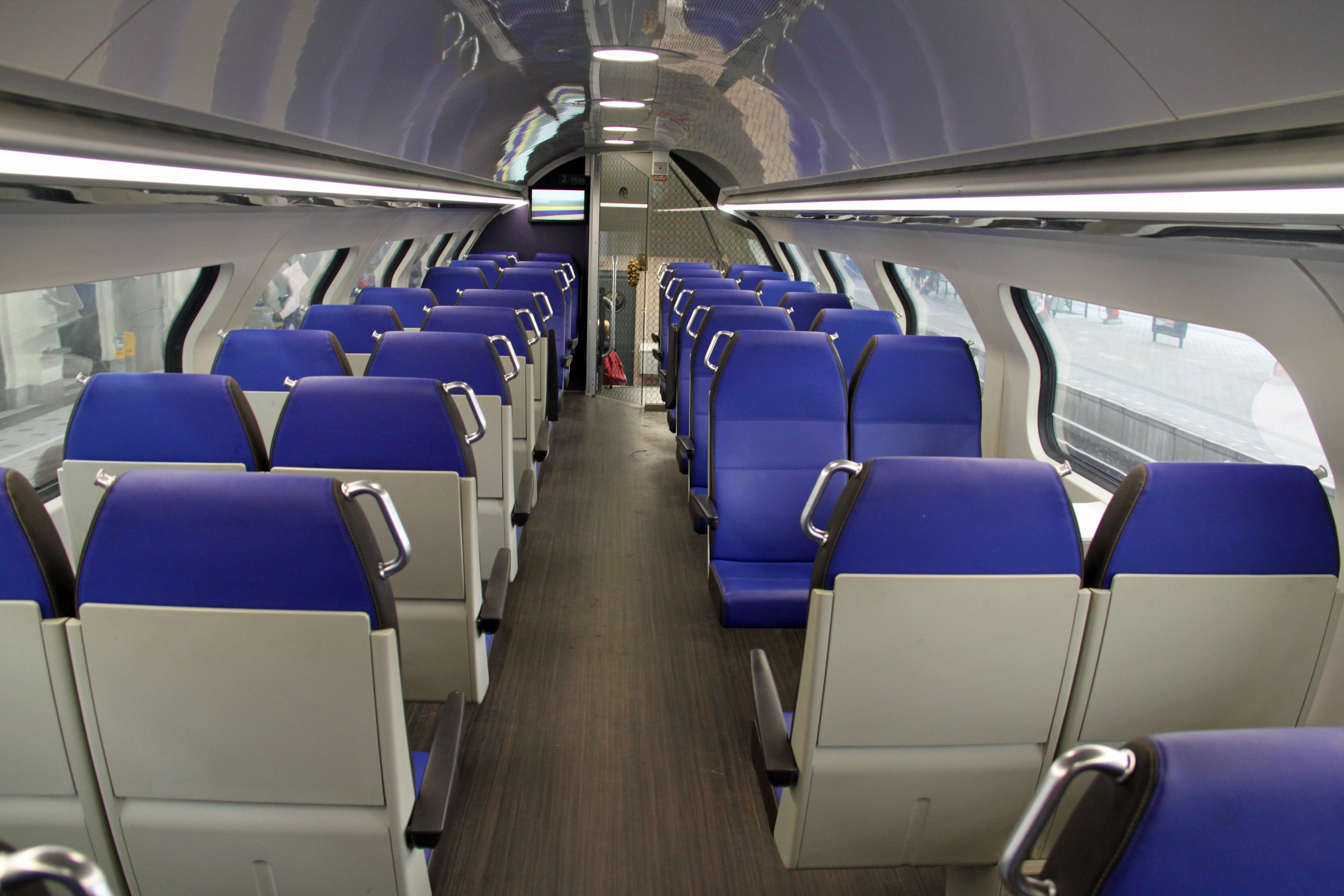
2. Klasse im Oberdeck des DDZ
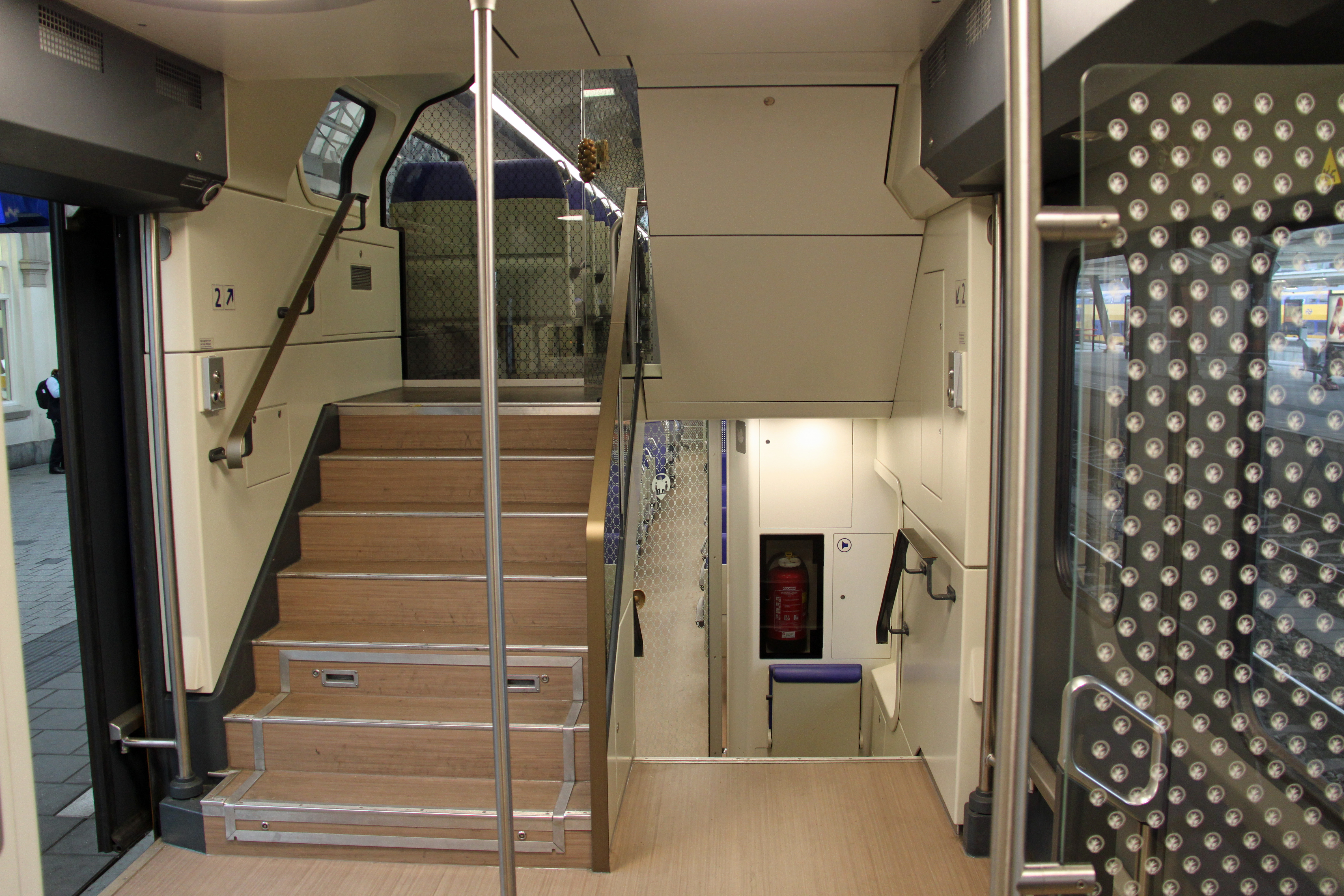
Einstiegsbereich
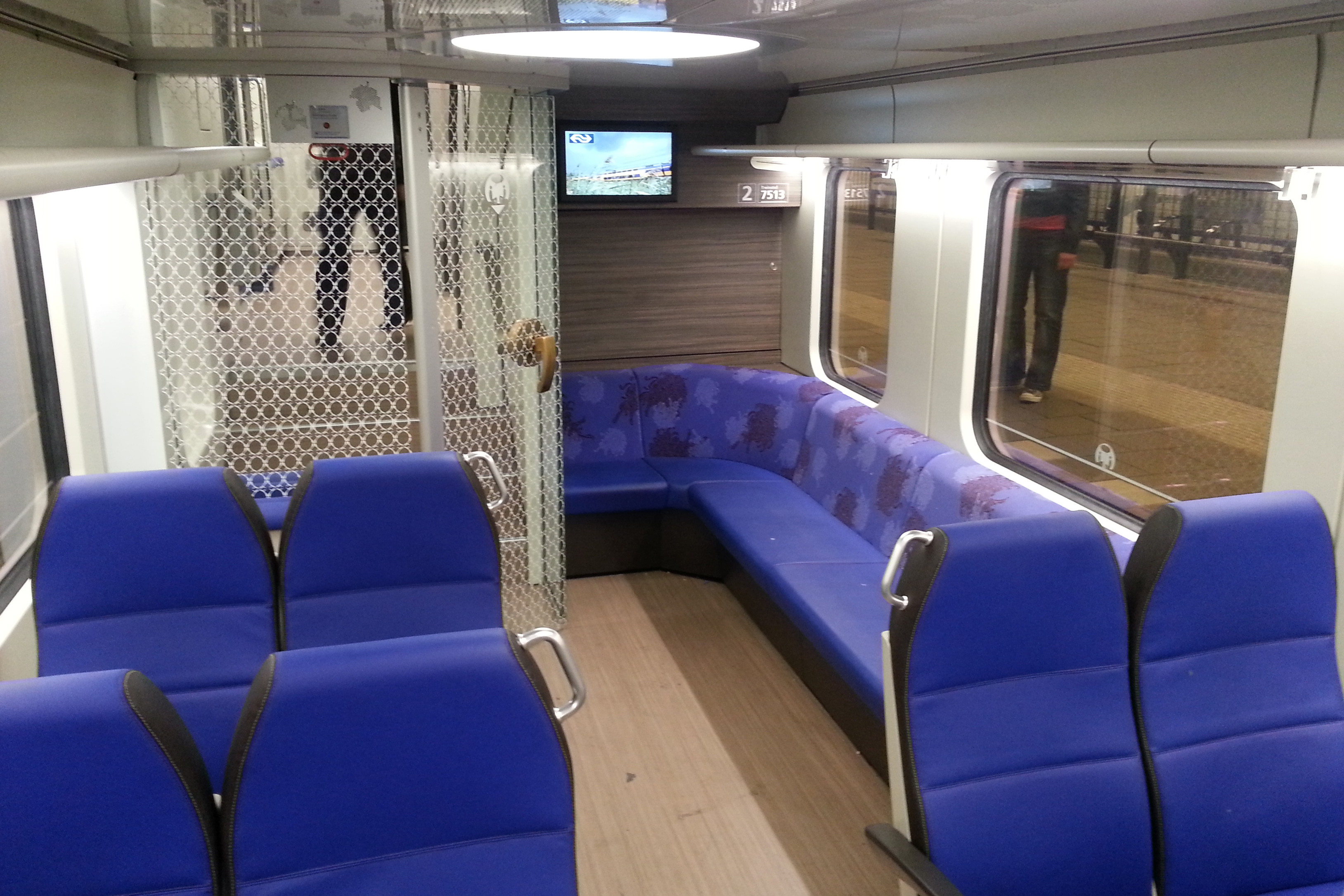
Sitzbank im DDZ